# Wilhelmina's lori
Wilhelmina's lori (Charminetta wilhelminae synoniem: Charmosyna wilhelminae) is een vogel uit de familie Psittaculidae (papegaaien van de Oude Wereld). 

## Taxonomie
Deze vogel is in 1874 geldig beschreven door de Duitse natuuronderzoeker Adolf Bernhard Meyer en genoemd naar zijn vrouw Wilhelmina. Meyer legt dan uit dat hij in 1873 al een poging deed een paradijsvogel naar zijn vrouw te vernoemen, maar dat dit mislukte omdat deze paradijsvogel (de geelstaartsikkelsnavel, Drepanornis albertisi), kort daarvoor door een Engelsman in het tijdschrift Nature was beschreven. Daarom droeg hij deze lori aan haar op.

## Verspreiding en leefgebied
Deze endemische soort van Nieuw-Guinea komt voor van de Vogelkop in het noordwesten tot het zuidoosten van Papoea-Nieuw-Guinea.

## Status
De grootte van de populatie is niet gekwantificeerd maar de soort wordt omschreven als niet algemeen voorkomend. Op de Rode lijst van de IUCN heeft deze soort de status niet bedreigd.